# 576p
Il termine 576p identifica una serie di formati standard di segnali video relativi alla TV digitale a definizione standard (SDTV) e avanzata (EDTV).

Differenze tra formati video 480i, 480p, 576i, 576p, 720p, 1080i e 1080p

Nella notazione, sono indicate 576 linee di risoluzione in altezza e la scansione progressiva, cioè non interlacciata.
La risoluzione in larghezza è di solito di 720 (PAR=1,09:1) o 768 colonne (PAR=1:1) nel rapporto d'aspetto 4:3 (Fullscreen) e di 1024 colonne (PAR=1:1) nel rapporto d'aspetto 16:9 (Widescreen).
Nella SDTV, la cadenza di ripresa del 576p è di 25 fotogrammi al secondo, nella EDTV di 50.
La cadenza di ripresa può essere indicata esplicitamente dopo la p e l'abbreviazione diventa 576p25 per la SDTV o 576p50 per la EDTV.
Dagli anni 2000, il 576p sta venendo nella TV digitale lentamente sostituito dal 720p (HD), dal 1080p (Full HD) e dal 1080i, formati video HDTV che permettono una definizione superiore.

## 576p25
Il 576p25 si può usare nei sistemi analogici PAL oppure SÉCAM, come se fosse un segnale 576i dove entrambi i semiquadri interlacciati corrispondono a un unico fotogramma. Il PALplus supporta questa modalità tramite il flag "movie". Il 576p25 può essere anche trasmesso tramite i sistemi di televisione digitale ATSC e DVB, e tramite DVD.

## 576p50
Con il doppio di risoluzione temporale, il 576p50, è considerato  in alcuni Paesi come l'Australia un sistema in alta definizione e come tale era usata in passato dallo Special Broadcasting Service (SBS TV) e da Seven Network, mentre ora è stato rispettivamente sostituito dal 720p, dal 1080p e dal 1080i.